# Монумент Победы (Великий Новгород)
Монумент Победы — памятник в ознаменование победы Советского Союза над фашизмом. Находится в Великом Новгороде на Екатерининской горке, в южной части Кремлёвского парка.

## История
Сооружён по решению Совета Министров РСФСР от 5 января 1968 года в 1973—1974 годах. Авторы — скульпторы Г. В. Нерода, А. Филиппова, архитекторы А. Душкин, А. Сайковский.
Открытие состоялось 20 января 1974 года в день тридцатилетия освобождения Новгорода от фашистских захватчиков. Сопровождалось праздничными мероприятиями и фейерверком.
По словам Г. В. Нероды, памятник призван олицетворять великую мощь Советского государства, подвиг его народа в войне против нацистской Германии.
Возведением объекта занимались ленинградские и новгородские бригады строителей. Строительство шло в суровых зимних условиях с традиционным для советского времени подведением сдачи к исторической дате.

## Описание
Центральной фигурой памятника является бронзовая скульптура встающего на дыбы коня и сидящего на нём всадника, который олицетворяет русского/советского воина. В правой руке всадник держит высоко поднятый меч, левая, с распростёртой ладонью, вытянута вперёд и вниз. Под брюхом коня — поверженная, искорёженная свастика. Общий вес коня и всадника — 27 тонн, высота — 8 м. Скульптура стоит на массивном метровом постаменте, который, в свою очередь, стоит на гранитной платформе высотой 3 м и площадью 120 м².
Позади скульптуры — монументальная кирпичная башня высотой 23,5 м и размером основания 6,5×8,5 м. На вершине башни помещена ладья, уставленная по периметру древними военными атрибутами (щитами, копьями и другим). На стенах башни расположены четыре массивных барельефа, освещающих основные этапы Великой Отечественной войны и победные бои Красной Армии за освобождение Новгорода. Общая высота башни вместе с ладьёй — 34,5 м.
Внутри башни имеется винтовая лестница, которая ведёт на смотровой балкон с видом на Волхов, Гребной канал, Ильмень и Кремль, который в 2019 году вошёл в список самых красивых замков мира по версии CNN Travel. Вход на башню в настоящее время закрыт из-за аварийного состояния башни. Гранитный постамент под скульптурой также имеет внутренние помещения, доступ в которые закрыт. В последующие годы памятник неоднократно страдал от действий вандалов и воров, промышлявших сбором цветных металлов.
Монумент Победы является единственной конной статуей в Великом Новгороде. Неоднократно на коня пытались забраться некоторые горожане; отдельные попытки заканчивались трагически.
Монумент присутствует на пятирублёвой банкноте Банка России образца 1997 года.